# Streschnewski
Streschnewski (russisch Стрешневский) ist ein Weiler (chutor) in der Oblast Kursk in Russland. Er gehört zum Rajon Prjamizyno und zur Landgemeinde (selskoje posselenije) Artjuchowski selsowjet.

## Geographie
Der Ort liegt gut 26 km Luftlinie südwestlich des Oblastverwaltungszentrums Kursk im südwestlichen Teil der Mittelrussischen Platte, 11 km südwestlich des Rajonverwaltungszentrums Prjamizyno, 6 km vom Sitz des Dorfsowjet – Artjuchowka, 63 km von der Grenze zwischen Russland und der Ukraine, am Fluss Ditschnja (linker Nebenfluss des Seim).

### Klima
Das Klima im Ort ist wie im Rest des Rajons kalt und gemäßigt. Es gibt während des Jahres eine erhebliche Niederschlagsmenge. Dfb lautet die Klassifikation des Klimas nach Köppen und Geiger.

## Bevölkerungsentwicklung
| Jahr | Einwohner |
| ---- | --------- |
| 2002 | 19        |
| 2010 | ▼8        |

Anmerkung: Volkszählungsdaten

## Verkehr
Streschnewski liegt 21 km von der Fernstraße föderaler Bedeutung M2 „Krim“ (ein Teil der Europastraße E105), 3,5 km von der Straße regionaler Bedeutung 38K-017 (Kursk – Lgow – Rylsk – Grenze zur Ukraine) und 4,5 km von der nächsten Eisenbahnhaltestelle 433 km (Eisenbahnstrecke Lgow-Kijewskij – Kursk) entfernt.
Der Ort liegt 121 km vom internationalen Flughafen von Belgorod entfernt.